# Cd (parancs)
A cd, vagy chdir (change directory) parancs arra szolgál, hogy megváltoztassuk az aktuális könyvtárat, lehetünk bármilyen operációs rendszerben például Unix, DOS, OS/2, Windows, és Linux. Mindegyikben elérhető és ugyanaz a funkciója.
A parancs után meg kell adni annak a könyvtárnak a nevét, melyre szeretnénk átváltani. Például ha egy felhasználó át szeretne váltani a Z:/ meghajtóról a D:/ meghajtóra akkor a parancs így fog kinézni:
```
Z:\cd D\
```

## Használata
A könyvtár helyén lehet egy egész útvonal is. A cd parancs használható alkönyvtár váltásra vagy arra, hogy visszalépjen az előző könyvtárra.

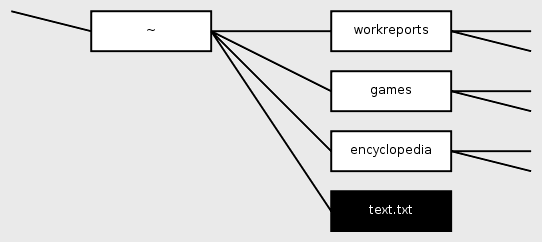
A user's view of the file system in Unix-like systems begins with the home directory (often abbreviated to ~). From there, the tree can spread into more subdirectories and/or files.

Például, ha a felhasználó a home (“~”)könyvtárban van, akkor innen kilistázzuk a tartalmát az ls parancs segítségével majd a cd games parancsot használva kapjuk a következőt:
```
  user@wikipedia:~$ 
ls

  workreports games encyclopedia text.txt
  user@wikipedia:~$ 
cd games

  user@wikipedia:~/games$
```

Most a felhasználó a “games” nevű könyvtárban van.
A DOS-os változatban a példán így mutatna:
```
C
:
\
> dir

workreports        
<
DIR
>
       Wed Oct 9th   9:01
games              
<
DIR
>
       Tue Oct 8th  14:32
encyclopedia       
<
DIR
>
       Mon Oct 1st  10:05
text        txt           1903 Thu Oct10th  12:43
C
:
\
> cd games

C
:
\games
>

```

Megjegyezzük, hogyha nem használunk argumentumokat a cd parancs után, akkor ennek különböző effektjei lehetnek a különböző operációs rendszerekben. Például, ha cd parancsot a DOS, OS/2, vagy Windows operációs rendszerben hajtjuk végre argumentumok nélkül, akkor az aktuális munkakönyvtár tartalmát adja ki. Ugyanez Unix-ban is használható, akkor ez visszatér a home directory-ba.

## Opciók (verziótól függ)
- -p  Kiírja az utolsó könyvtárat.
- -l, '~' vagy '~name' a megadott helyre ugrik, lehet ez egy útvonal is.
- -n
- -v